# Kapiri Mposhi
Kapiri Mposhi, ou Capiri Ampochi, é uma cidade e um distrito da Zâmbia, localizados na província Central. É uma importante interconexão ferroviária nacional zambiana, ligando o Caminho de Ferro Tanzânia–Zâmbia à Ferrovia Cabo-Cairo.